# Референдум в Крыму (1991)
Референдум о государственном и правовом статусе Крыма состоялся 20 января 1991 года и большинство жителей полуострова поддержали воссоздание автономного статуса региона как субъекта Союза ССР и участника Союзного договора. Данный референдум стал первым на территории Крыма и СССР. В этот же день состоялся референдум в Севастополе.

## Предшествующие события
Крымская Автономная Советская Социалистическая Республика в составе РСФСР была образована в 1921 году на части территории бывшей Таврической губернии. В 1941 году Крым был оккупирован нацистской Германией, а после освобождения в 1944 году с территории полуострова были депортированы крымские татары, армяне, греки, болгары и другие народы. Затем, в 1945 году Крымская АССР была преобразована в Крымскую область, а в 1954 году советское руководство передало Крым в состав Украинской ССР.
В середине 1989 года в газете «Крымская правда» вышла статья «Региональный хозрасчёт и автономия» в которой делался вывод о том, что «для успешного внедрения регионального хозрасчёта и превращения Крыма во всесоюзную здравницу было бы целесообразно преобразовать область в автономную республику».
Постановление Верховного Совета СССР 28 ноября 1989 года «О выводах и предложениях комиссий по проблемам советских немцев и крымско-татарского народа» указывало на то, что «Восстановление прав крымскотатарского народа не может быть осуществлено без восстановления автономии Крыма путём образования Крымской АССР в составе Украинской ССР. Это соответствовало бы интересам как крымских татар, так и представителей других национальностей, проживающих ныне в Крыму».

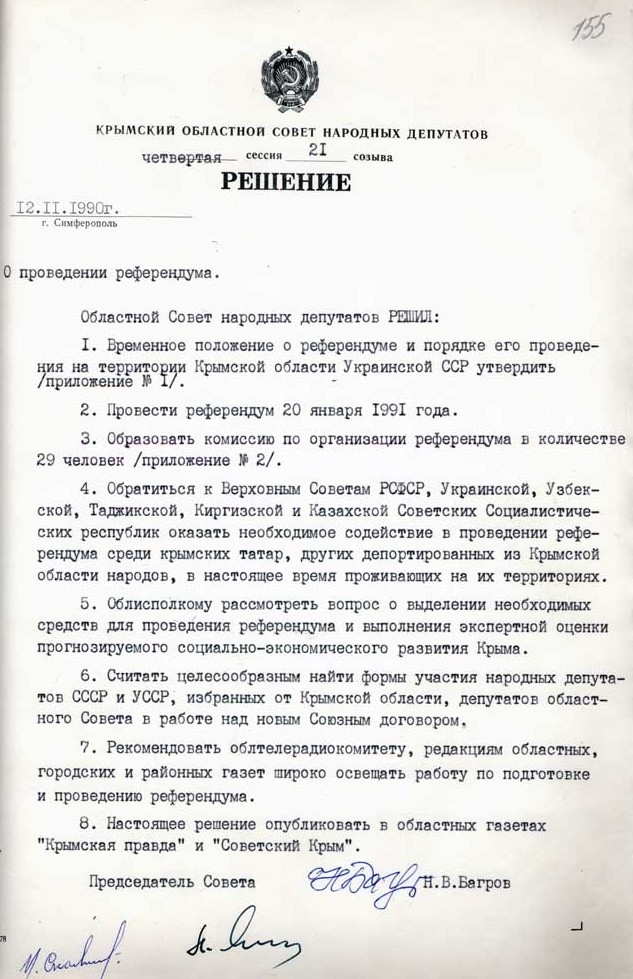
Решение Крымского областного совета о проведении референдума от 12 ноября 1990 за подписью Багрова Н. В.

По мнению украинского историка Андрея Иванца референдум был «легитимный наполовину», так как крымским облсоветом было принято решение о референдуме о статусе Крымской области как «Крымской Автономной Советской Социалистической Республики» как субъекта СССР. Решение было принято на фоне того, что СССР уже вошел в кризис, закончившийся в 1991 году его распадом. Из Кремля были даны указания остановить стремление 15 республик СССР к независимости. Одним из способов для достижения этого было создание новых и поддержка существующих автономий. Создание крымской автономии было связано с возвращением из депортации крымских татар, одним из требований которых было воссоздание Крымской АССР как их национально-территориального образования. Однако, согласно историку Андрею Иванцу, такое название и сам референдум использовались Кремлем и местной крымской элитой для препятствования обретения независимости Украиной и устремлениям крымских татар. Меджлис крымских татар призвал бойкотировать референдум, и крымские татары в нём участия не принимали.
В январе 1990 года на пленуме крымского обкома партии было заявлено о необходимости изменения статуса Крыма. На внеочередной сессии Крымского областного Совета народных депутатов 12 ноября 1990 года было принято решение о проведении референдума о статусе Крыма 12 января 1991 года. На сессии парламента тогда присутствовал председатель Верховного Совета УССР Леонид Кравчук, который пытался убедить крымских депутатов в преобразовании статуса полуострова решением украинского парламента без проведения референдума.
Вопрос вынесенный на референдум был сформулирован так: «Вы за воссоздание Крымской Автономной Советской Социалистической Республики как субъекта Союза ССР и участника Союзного договора?».
Автором временного положения о референдуме и порядке его проведения был юрист Павел Евграфов. В комиссию по организации волеизъявления вошли представители национальных обществ Анушаван Данелян, Юрий Османов и Харлампий Шонус.
За второе полугодие 1990 года в Крымский обком партии поступило более 8 тысяч писем. 3/4 писем было в поддержку автономного статуса в составе РСФСР, 12 % за такой же статус в Украинской ССР, а остальные за тот же статус или статус государства.
Идею проведения референдума поддерживал председатель крымского областного совета и первый секретарь крымского обкома партии Николай Багров. В поддержку референдума было собрано более 200 тысяч подписей. Референдум поддержали такие общественно-политические организации как «Мемориал», «Демократическая Таврида» и «Экология и мир».
Противником проведения референдума был председатель исполкома Крымского областного Совета народных депутатов Виталий Курашик, говоривший о зависимости экономики Крыма от Украины, а также Организация крымскотатарского национального движения, партия «Рух», Украинская республиканская партии и Демократический союз

## Результаты
Большинство жителей Крыма, 93 % выступило за воссоздание автономного статуса полуострова как субъекта СССР и участника Союзного договора. Явка на референдуме составила 81 % населения. В референдуме приняло участие лишь 3 тысячи крымских татар.
| Позиция                                     | Голосов   | %     |
| ------------------------------------------- | --------- | ----- |
| Да                                          | 1 343 855 | 93.26 |
| Нет                                         | 81 254    | 5.64  |
| Недействительные бюллетени                  | 15 910    | -     |
| Итого                                       | 1 441 019 | 100   |
| Количество участников референдума в списках | 1 770 841 | -     |
| Источник: КИА                               |           |       |

Данные по районам и городам Крыма
| Город или район                                                                                           | Избирателей | Получившие бюллетени | Явка    | Явка % | За      | За %  | Против | Против % | Недейств. |
| --- | ----------- | -------------------- | ------- | ------ | ------- | ----- | ------ | -------- | --------- |
| Алушта | 39864       | 34857                | 34773   | 87,23  | 33153   | 95,34 | 1360   | 3,91     | 260       |
| Джанкой                                                                                                   | 36388       | 31126                | 31030   | 85,28  | 29530   | 95,17 | 1276   | 4,11     | 224       |
| Евпатория                                                                                                 | 86626       | 65416                | 65301   | 75,38  | 60733   | 93,01 | 3855   | 5,90     | 713       |
| Керчь | 126767      | 100491               | 100155  | 79,01  | 87370   | 87,23 | 11073  | 11,06    | 1712      |
| Красноперекопск                                                                                           | 39977       | 29347                | 29312   | 73,32  | 24521   | 83,65 | 4377   | 14,93    | 414       |
| Саки | 22025       | 18461                | 18453   | 83,78  | 17527   | 94,98 | 744    | 4,03     | 182       |
| Симферополь                                                                                               | 271093      | 226702               | 226470  | 83,50  | 217434  | 96    | 7122   |          | 1914      |
| Феодосия                                                                                                  | 81214       | 63186                | 63102   | 77,70  | 58385   | 92,52 | 4077   | 6,46     | 640       |
| Ялта | 109330      | 86988                | 86743   | 79,30  | 80794   | 93,10 | 4765   |          | 1164      |
| Севастополь                                                                                               | 284197      | 220774               | 220407  | 77,70  | 199739  | 90,6  | 17362  |          | 3306      |
| Всего по городам                                                                                          | 1097481     | 877348               | 875746  | 79.70  | 809186  | 92,30 | 56031  |          | 10529     |
| Бахчисарайский                                                                                            | 65496       | 55932                | 55818   | 85,22  | 53886   | 96,54 | 1487   | 2,66     | 445       |
| Белогорский                                                                                               | 45284       | 36676                | 36676   | 80,98  | 35441   | 96,63 | 1038   | 2,83     | 197       |
| Джанкойский                                                                                               | 59104       | 51128                | 51107   | 86,47  | 48450   | 94,8  | 2247   | 4,39     | 410       |
| Кировский                                                                                                 | 42538       | 33009                | 32970   | 77,31  | 31476   | 95,47 | 1173   | 3,56     | 321       |
| Красногвардейский                                                                                         | 65625       | 56529                | 56476   | 86,06  | 54085   | 95,76 | 1798   | 3,18     | 593       |
| Красноперекопский                                                                                         | 22328       | 18536                | 18510   | 82,9   | 16590   | 89,63 | 1521   | 8,22     | 399       |
| Ленинский                                                                                                 | 54241       | 41858                | 41812   | 77,08  | 38163   | 91,27 | 3112   | 7,44     | 537       |
| Нижнегорский                                                                                              | 39132       | 35347                | 35307   | 90,26  | 33579   | 95,1  | 1418   | 4,01     | 310       |
| Первомайский                                                                                              | 28327       | 22933                | 22913   | 80.89  | 20524   | 89,57 | 2082   | 9,09     | 307       |
| Раздольненский                                                                                            | 26043       | 230351               | 23035   | 88,45  | 21397   | 92,89 | 1389   | 6,03     | 249       |
| Сакский                                                                                                   | 55550       | 47573                | 47493   | 85,50  | 44906   | 94,55 | 2085   | 4,39     | 502       |
| Симферопольский                                                                                           | 93643       | 800541               | 79974   | 85,40  | 76489   | 95,64 | 3042   | 3,80     | 443       |
| Советский                                                                                                 | 25028       | 20794                | 20786   | 83,05  | 20115   | 96,77 | 519    | 2,50     | 152       |
| Судакский                                                                                                 | 26739       | 22242                | 22189   | 82,98  | 20805   | 93,76 | 1114   | 5,02     | 270       |
| Черноморский                                                                                              | 24282       | 20266                | 20207   | 83,22  | 18763   | 92,85 | 1198   | 5,93     | 246       |
| Центральный (Симф)                                                                                        | 77739       | 63595                | 63494   | 81,68  | 60927   | 95,96 | 2059   | 3,24     | 508       |
| Киевский (Симф)                                                                                           | 119049      | 100294               | 100206  | 84,17  | 96365   | 96,16 | 2991   | 2,98     | 850       |
| Железнодорожный (Симф)                                                                                    | 74305       | 62813                | 62770   | 84,48  | 60142   | 95,82 | 2072   | 3,30     | 556       |
| Всего по районам                                                                                          | 673360      | 565912               | 565273  | 83.90  | 534669  | 94,58 | 25223  |          | 5381      |
| Всего | 1770841     | 1443260              | 1441019 | 81,37  | 1343855 | 93,25 | 81254  | 5,64     | 15910     |
| Источник: Сведения по результатам голосования о референдуме на территории Крымской области Украинской ССР |             |                      |         |        |         |       |        |          |           |

## Дальнейшие события
После проведённого волеизъявления Верховный Совет Украинской ССР восстановил автономный статус региона в своём составе, приняв закон «О восстановлении Крымской Автономной Советской Социалистической Республики». Высшим органом власти до принятия конституции полуострова было принято считать крымский областной совет народных депутатов. 22 марта 1991 года совет народных депутатов был преобразован в Верховный Совет Крыма.
Организация крымскотатарского национального движения не признала результатов референдума, выступив с заявлением о том, что русскоязычное население Крыма большинством голосов не может определять государственный статус национальной территории. В июне 1991 года Курултай крымскотатарского народа принял декларацию «О национальном суверенитете крымскотатарского народа», в которой Крым был заявлен как национальная территория крымскотатарского народа, на которой только он обладает правом на самоопределение.
День проведения референдума 20 января с 1993 года является праздником — «Днём Автономной Республики Крым».
С 1991 года по 1993 год существовала организация «Движение 20 января» (лидер — Виктор Харабуга), которая выступала за выход Крыма из состава Украины.

## Оценки и мнения
Председатель Меджлиса Рефат Чубаров, оценивая результаты референдума через 20 лет, говорил о поддержке автономного статуса региона, однако данный референдум, по его мнению, прошёл без учёта мнения крымских татар.
Как пишет крымский историк Андрей Иванец, референдум был частью плана руководства СССР по сохранению союза 15 республик в том или ином виде с помощью устройства трех десятков автономий, которые бы имели равноправное влияние. И руководство восстановленной с февраля 1991 года Крымской АССР участвовало в переговорных процессах. Однако после неудавшегося путча августа 1991 года на Всеукраинском референдуме независимость Украины поддержало 57 % севастопольцев и 54 % жителей остальной части Крыма.
Крымский политик Григорий Иоффе в 2016 году заявил о том, что крымчане на референдума 1991 года голосовали за автономию в России, а в итоге были обмануты «лукавыми политиками» статусом в составе Украины. Леонид Кравчук, будучи тогда председателем Верховного Совета Украинской ССР, в 2016 году заявил о том, что «Крым, по результатам референдума 1991 года, остается неотъемлемой частью Украины». Также он добавил, что тогда полуострову дали статус автономии во избежание гражданского конфликта.
По мнению Александра Стариша, крымского политолога, данный референдум был проведен в то время, когда в СССР не существовало закона о проведении местных референдумов, и подобные мероприятия носят скорее оттенок плебисцита (опрос общественного мнения).
Спустя 25 лет, глава Республики Крым Сергей Аксёнов заявил, что «референдум 1991 года заронил в крымскую почву семена Крымской весны. Это был первый наш шаг на долгом и трудном пути домой, в Россию! Он завершился историческим референдумом 16 марта 2014 года, на котором за воссоединение с исторической Родиной проголосовали почти 97 % крымчан. Два референдума, разделённых годами, — и два почти одинаковых результата: 93 % и 97 %. Это знаковое совпадение! Это наглядное свидетельство того, что духовно, культурно и ментально Крым всегда оставался частью России»[значимость факта?].
Представители движения «Севастополь-Крым-Россия» на пресс-конференции 21 января 2008 года заявили о том, что итоги крымского референдума 1991 года реализованы не были, так как полуостров остался в составе Украины[значимость факта?].